# Karl-Gustav Richter
Karl-Gustav Richter (auch Carl-Gustaf Richter; * 27. Oktober 1954 in Malmö) ist ein ehemaliger deutsch-schwedischer Eishockeyspieler, der zwischen 1972 und 1982 für den Kölner EC und den Berliner SC in der Eishockey-Bundesliga aktiv war und dabei zwei Deutsche Meistertitel gewann. Sein Bruder Axel war Eishockeytorwart und spielte über viele Jahre mit Karl-Gustav in einem Team.

## Karriere
Karl-Gustav Richter spielte ab 1971 für den Berliner Schlittschuhclub und stieg mit diesem 1972 aus der Oberliga in die Eishockey-Bundesliga auf. 1974 wurde er mit der Berliner Mannschaft, zusammen mit seinem Bruder Axel, Deutscher Meister. Nach diesem Erfolg wechselte das Brüderpaar zum Kölner EC.
In der Saison 1975/76 war Richter mit 19 Toren der beste Torschütze der Haie. In der folgenden Saison gewann er mit dem KEC erneut die deutsche Meisterschaft. Insgesamt absolvierte Richter 152 Bundesliga-Spiele fü+r den KEC, in denen er 58 Tore erzielte.
1982 wurde der Spielbetrieb der ersten Mannschaft des Berliner SC eingestellt und Richter setzte seine Karriere beim BFC Preussen fort, mit dem er 1983 aus der Oberliga in die 2. Bundesliga aufstieg. Anschließend wechselte die Eishockeyabteilung des BFC zum neu gegründeten BSC Preussen, mit der Richter 1984 die Meisterschaft in der 2. Bundesliga-Nord gewann.

## Erfolge und Auszeichnungen
- 1972 Aufstieg in die Eishockey-Bundesliga  mit dem Berliner SC
- 1974 Deutscher Meister mit dem Berliner SC
- 1977 Deutscher Meister mit dem Kölner EC
- 1983 Aufstieg in die 2. Bundesliga mit dem BFC Preussen
- 1984 Meister der 2. Bundesliga-Nord mit dem BSC Preussen